# Robert Spano
Robert Spano (pronunciato ˈspænoʊ); Conneaut, Contea di Ashtabula, Ohio, 7 maggio 1961) è un direttore d'orchestra e pianista statunitense.
Sino dal 2001 è stato direttore musicale della Atlanta Symphony Orchestra (ASO), e ha lavorato come Direttore Musicale della Brooklyn Philharmonic dal 1996 al 2004. È il direttore musicale della Aspen Music Festival and School, iniziando le sue responsabilità a tempo pieno nella la stagione 2012.
Spano ha guadagnato importanza nazionale ed internazionale, negli ultimi anni, apparendo con importanti orchestre e compagnie d'opera in tutti gli Stati Uniti e in Europa. È considerato un sostenitore dei compositori contemporanei e si è guadagnato una reputazione per la programmazione e presentazione orchestrale ambiziosa e avventurosa.
Oltre a rafforzare il suo profilo con, ad esempio, apparizioni sul Late Show con David Letterman, Spano ha fatto diverse registrazioni di rilievo con la ASO, che hanno ottenuto numerosi premi Grammy. Spano ha anche ottenuto il favore di molti importanti critici musicali ed è spesso indicato come candidato a guidare una delle orchestre più importanti negli Stati Uniti.

## Vita e carriera

### I primi anni
Spano è cresciuto in una famiglia di musicisti a Elkhart, Indiana. Il padre, Tony Spano, era un costruttore di flauti ed un riparatore di strumenti ed anche clarinettista. Spano iniziò molto presto a far musica, studiando pianoforte, flauto e violino. All'età di 14 anni diresse una propria composizione con l'orchestra locale.
Dopo la laurea alla Elkhart Central High School, studiò al Conservatorio di Oberlin, dove conseguì una laurea in pianoforte, continuando nel contempo con il violino e la composizione e studiando direzione d'orchestra con Robert Baustian. Dopo l'Oberlin continuò al Curtis Institute of Music di Filadelfia per perfezionarsi con Max Rudolf.
Nel 1985 lasciò il Curtis per prendere il suo primo incarico professionale, Direttore delle Attività Orchestrali, alla Bowling Green State University di Bowling Green, Ohio, dove per qualche tempo considerò di prendere una laurea in filosofia. Nel 1989 tornò a Oberlin, ora come membro della facoltà, dirigendo il programma Opera Theater. Ha mantenuto almeno un'affiliazione ufficiale con la Oberlin da allora, nonostante la separazione fisica forzata dalla sua carriera di interprete internazionale.

### Il successo
Nel 1990 Spano fu nominato direttore assistente della Boston Symphony Orchestra, sotto Seiji Ozawa. Il profilo di Spano andò costantemente aumentando mentre era a Boston. Da quando lasciò la carica nel 1993 è stato direttore ospite con la Boston Symphony e docente presso il Tanglewood Music Center nel periodo estivo. A Tanglewood ha diretto il programma di formazione in direzione orchestrale dal 1998 al 2002 e ha diretto il Festival di Musica Contemporanea nel 2003 e 2004.
Dal 1993 al 1996 ha viaggiato il mondo senza sosta, dirigendo concerti e opere, per un certo tempo senza avere nemmeno un indirizzo di casa. Alla fine i suoi viaggi lo avrebbero fatto collaborare con le orchestre di Chicago, Cleveland, Philadelphia, New York, Los Angeles e di altre città in tutto il Nord America e all'estero, da Amsterdam a Zurigo. Ha diretto opere presso la Royal Opera House al Covent Garden di Londra (Billy Budd (opera) con John Tomlinson nel 1995), l'Opera nazionale gallese e nei teatri dell'Opera di Chicago (Ariadne auf Naxos con Susan Graham, Deborah Voigt e John Osborn nel 1998 e Doctor Atomic di John Adams (compositore) nel 2007), Brooklyn (Powder Her Face di Thomas Adès nel 1998), Houston, Santa Fe e Seattle (quest'ultimo più in particolare nel 2005 e di nuovo nel 2009, quando diresse cicli del L'anello del Nibelungo di Wagner con il plauso generale).
Nel 1995 Spano fu annunciato per la prima volta direttore musicale della Brooklyn Philharmonic. Iniziò il suo mandato nell'autunno del 1996 e rapidamente ottenne consensi. Nel corso degli anni successivi, nonostante le molteplici crisi finanziarie, Spano e l'orchestra hanno guadagnato un ardente seguito nella comunità musicale di New York e nella stampa. Lavorando con il direttore esecutivo Joseph Horowitz, Spano sviluppò programmi innovativi organizzati intorno a temi intellettuali, drammatici, o storici e spesso con stridenti accostamenti stilistici con opere sconosciute al fianco del repertorio standard. Egli ha anche esplorato l'uso di elementi visuali nei suoi programmi per aumentare l'esperienza del concerto orchestrale standard.

### Atlanta
Nel 2002, Spano ha annunciato la sua intenzione di dimettersi dalla carica nella Brooklyn alla fine della stagione 2003/04, rimanendo in qualità di consulente e poi direttore ospite principale, fino al 2007. Da allora Spano aveva già assunto la sua nuova posizione, come direttore musicale della Atlanta Symphony Orchestra. Quando la sua nomina fu annunciata la prima volta nel febbraio del 2000, fu ampiamente considerata, ad Atlanta e in campo nazionale, come un colpo di fortuna per l'orchestra.
Come segno di una leadership collaborativa in quella che è tradizionalmente una cultura autocratica, Spano fu assunto in concomitanza con il Direttore Ospite Principale Donald Runnicles (allora direttore musicale della San Francisco Opera), e fu annunciato che avrebbero avuto "responsabilità condivise", tra cui la programmazione, con l'allora presidente ASO Allison Vulgamore, che avrebbe agito come "facilitatore". Entrambi i loro contratti furono rinnovati e successivamente estesi fino alla stagione 2008/09. Nel marzo 2008 l'orchestra e Spano annunciarono l'estensione del suo contratto come direttore musicale per tutta la stagione 2013/2014.
Spano, tuttavia rimane il volto dell'organizzazione e il suo profilo è continuato ad aumentare. Dopo alcuni anni difficili per l'orchestra nel 1990 e nonostante il fatto che il suo desiderato esordio di gala come direttore musicale sia stato segnato dagli attentati dell'11 settembre 2001 appena quattro giorni prima, i più giudicarono che il mandato di Spano abbia notevolmente rafforzato il morale dell'orchestra e mantenuto degli standard artistici. La ASO riportò anche un aumento delle vendite dei biglietti e delle donazioni durante il mandato di Spano.
Spano, il cui lavoro non era stato rappresentato nelle registrazioni prima di venire ad Atlanta, ha particolarmente beneficiato della relazione preesistente dell'orchestra con la Telarc Records, che risale agli anni della ASO con Robert Shaw. Spano e la ASO hanno pubblicato diversi CD con etichetta Telarc, che vanno dalle opere nuove al repertorio standard, che furono ben accolti e vinsero numerosi premi (vedi sotto). Più di recente hanno anche inciso per la Deutsche Grammophon.
Spano si è impegnato ad Atlanta in un interessante progetto che prevede di forgiare relazioni a lungo termine con diversi compositori viventi, le commissioni che li incorporano, spettacoli multipli e registrazioni. Questa "lista fluida" comprende i compositori Osvaldo Golijov, Jennifer Higdon, Christopher Theofanidis, Michael Gandolfi, e Adam Schoenberg ed è stata soprannominata dalla Spano e l'ASO l'"Atlanta School" (il nome si riferisce al patrocinio dell'orchestra stessa - solo la Higdon viene da Atlanta e nessuno dei compositori della "Scuola" ha sede lì).
Oltre alla sua carriera di direttore, Spano rimane attivo come pianista, esibendosi spesso come musicista da camera - spesso con i suoi colleghi di Atlanta, Brooklyn, Boston ed altre orchestre. Continua anche a comporre la propria musica, anche se solo nel tempo al di fuori della sua carriera artistica.

## Elogi della critica e premi
Nominato da Musical America Conductor of the Year nel 2008, Spano ha ottenuto elogi da una serie dei principali critici musicali, come ad esempio Justin Davidson di Newsday, Pierre Ruhe dell'Atlanta Journal-Constitution, Bernard Holland del New York Times, e Richard Dyer del Boston Globe. Spano è stato riconosciuto con il Seaver/National Endowment per l'Arts Conductors Award nel 1994. Ha anche ricevuto lauree honoris causa dalla Bowling Green State University e dal Curtis Institute of Music e le sue registrazioni hanno vinto diversi Grammy Awards (vedi sotto). Inoltre ha ricevuto il Ditson Conductor's Award nel 2008.

## Affiliazioni
Si tratta di un elenco riepilogativo delle organizzazioni con le quali Spano ha avuto un'affiliazione come personale. Non compaiono le apparizioni come direttore ospite, l'affiliazione di facoltà visitate, ecc. Per un elenco più completo di questi si prega di vedere la sua biografia ufficiale (descritto nei Collegamenti esterni più sotto).
Per le fonti riguardanti le affiliazioni elencate qui, vedere Vita e carriera sopra.
- Atlanta Symphony Orchestra

Direttore Musicale 2001–attuale
- Aspen Music Festival and School

Direttore Musicale 2012-attuale
- Brooklyn Philharmonic

Direttore Musicale 1996–2004
Consulente Artistico 2004–2005
Direttore Ospite Principale 2005–2007
- Tanglewood Music Center

Direttore: Conducting Fellowship Program 1998–2002
Direttore: Festival of Contemporary Music 2003–2004
- Boston Symphony Orchestra

Assistente Direttore d'orchestra 1990–1993
- Oberlin Conservatory of Music

Professore di direzione orchestrale 1989–attuale
- Bowling Green State University

Assistente Professore di direzione orchestrale 1985–1989

## Registrazioni
Tutte le registrazioni presentano Spano che dirige l'Atlanta Symphony Orchestra e il Coro ASO (a seconda dei casi). Ulteriori solisti presenti sono indicati.
- Rimsky-Korsakov: Shéhérazade, Op. 35; Russian Easter Overture Telarc CD #80568 (2001). Cecylia Arzewski, solo violin.[28]
- Vaughan Williams: A Sea Symphony (Symphony #1). Telarc CD #80588 (2002). Christine Goerke, soprano; Brett Polegato, baritone; ASO Chorus

Awards: Grammy Award al miglior album di musica classica, Best Choral Performance, and Best Engineered Album, 2003.
- Theofanidis: Rainbow Body; Barber: Symphony No.1, Op. 9; Copland: Suite from Appalachian Spring; Jennifer Higdon: blue cathedral]. Telarc CD #80596 (2003).[30]
- Higdon: City Scape; Concerto for Orchestra. Telarc CD #80620 (2004).[31]
- Berlioz: Requiem, Op. 5 (Grande Messe des Morts). Telarc CD #80627 SACD #60627 (2004). Frank Lopardo, tenor; ASO Chorus.

Awards: Grammy Award for Best Choral Performance, 2005.
Product page / Audio samples. Retrieved 25 March 2007
- Del Tredici: Paul Revere's Ride; Theofanidis: The Here and Now; Bernstein: "Lamentation" from Symphony No. 1 (Jeremiah). Telarc CD #80638 (2005). Hila Plitmann, soprano; Richard Clement, tenor; Brett Polegato, baritone; Nancy Maultsby, mezzo-soprano.

Awards: Gramophone Magazine "Editor's Choice" (December 2005).
Product page / Audio samples. Retrieved 25 March 2007
- Sibelius: Kullervo, Op. 7. Telarc CD #80665 (2006). Charlotte Hellekant, soprano; Nathan Gunn, baritone; Men of the ASO Chorus

Product page / Audio samples. Retrieved 25 March 2007
- Golijov: Ainadamar (Fountain Of Tears) Deutsche Grammophon CD #477 616-5 (2006). Dawn Upshaw, soprano; Jessica Rivera, soprano; Kelley O'Connor, mezzo-soprano; Ladies of the Atlanta Symphony Orchestra Chorus

Awards: Grammy Awards for Best Opera Recording, Best Classical Contemporary Composition, 2006.
Product page / Audio samples. Retrieved 25 March 2007
- Tallis: Why Fum'th in Fight; Vaughan Williams: Symphony No. 5/Fantasia on a Theme by Thomas Tallis/Serenade to Music Telarc CD# 80676 (2007) Jessica Rivera, soprano; Kelley O'Connor, mezzo-soprano; Thomas Studebaker, tenor; Nmon Ford, baritone; ASO Chamber Chorus

### Interviste
- Intervista di Bruce Duffie, 26 ottobre 1998
- 2005 Intervista con Pierre Ruhe dell'Atlanta Journal-Constitution. Spano discute sulla direzione del Ciclo dell'Anello di Wagner. (anche citato sopra). Ultimo accesso 24 marzo 2007

### Altri collegamenti
- Robert Spano – Artist Homepage di Kirshbaum Demler & Associates. Biografia ufficiale; discografia; news, ecc. Ultimo accesso 24 marzo 2007
- Robert Spano Website
- The Atlanta Symphony Orchestra homepage. Ultimo accesso 24 marzo 2007
- 1998 Intervista alla Radio con Brian Bell di WGBH a Boston. Spano discute la Sinfonia Italiana di Mendelssohn. Ultimo accesso 24 marzo 2007
- Pagina dell'Artista su Telarc International. Biografia; lista dei CD della Telarc; esempi audio. Ultimo accesso 24 marzo 2007
- indice degli articoli relativi a Spano dal The New York Times. (Paid subscription required for some articles). Ultimo accesso 24 marzo 2007

| Controllo di autorità | VIAF (EN) 29744497 · ISNI (EN) 0000 0000 8109 0351 · LCCN (EN) nr91036577 · GND (DE) 13545994X · BNF (FR) cb142290568 (data) · J9U (EN, HE) 987007306002305171 |